# Кожемяко, Виктор Стефанович
Ви́ктор Стефа́нович Кожемя́ко (род. 20 февраля 1935, г. Сапожок, Рязанская область) — советский и российский журналист, обозреватель газеты «Правда» с 1963 года. Удостоен Премии Правительства Российской Федерации в области печатных средств массовой информации (2012). Являлся кандидатом в члены ЦК КПРФ.

## Биография
Среднюю школу окончил в с. Купля с золотой медалью. Окончил факультет журналистики МГУ в 1956 г. С того де года и по 1963 г. работал в газете «Рязанский комсомолец». Получил приглашение работать в газете «Правда». В 1963—1965 годах работал ее собственным корреспондентом по Приморскому краю, Сахалинской области и Камчатке. В 1965 году возвращён в центральный аппарат, где работал редактором отдела партийной жизни и политическим обозревателем.
По состоянию на 2020 год — член редколлегии, обозреватель по вопросам культуры и искусства. В работе над материалами по-прежнему использует рукопись, компьютером не пользуется.
В мае — июне 2009 года провёл журналистское расследование обстоятельств гибели царской семьи и пришёл к выводу, что Ленин был против расстрела царской семьи, а сам расстрел связан с Брестским миром и с убийством германского посла Вильгельма Мирбаха.
Награждён двумя орденами Трудового Красного Знамени, орденами Дружбы народов и «Знак Почёта», медалью «За трудовое отличие», премиями Союза журналистов СССР и Московского союза журналистов, медалью ЦК КПРФ «90 лет Великой Октябрьской социалистической Революции».

Творческие награды: Золотая Пушкинская медаль, премия имени Зои Космодемьянской, «Хрустальная роза» Виктора Розова.
Есть дочь Галина.

## Книги
- Кожемяко B. C. Призвание. — Рязань: Кн. изд., 1959.
- Кожемяко B. C. Иван Чуфистов. — Рязань: Кн. изд., 1959.
- Кожемяко B. C. Молодость. — Рязань: Кн. изд., 1960.
- Кожемяко B. C. Поколение счастливых. Очерк. — Рязань: Кн. изд., 1962.
- Кожемяко В. С, Ляпоров Н. Д. Коммунист в своей организации. Размышления над письмами. — М.: Сов. Россия, 1971.
- Кожемяко B. C. Что значит быть ведущим? О долге и призвании коммуниста. — М.: Политиздат, 1982.
- Кожемяко B. C. Время и стиль: Грани большой темы. — М.: Политиздат, 1986.
- Кожемяко B. C. и др. Какая же она, правда о Сталине? Три беседы на тему, которая волнует всех: (Публицистические размышления о роли и месте Иосифа Сталина в становлении и укреплении Советского государства). — М.: Правда, 1998.
- Кожемяко B. C. Приватизаторы Шолохова: Как была найдена рукопись «Тихого Дона». — М.: Правда, Кодекс-М, 2000.
- Виктор Кожемяко. Лица века в беседах, воспоминаниях, очерках. — М.: ИТРК, 2002. — 400 с. Издание второе, исправленное и дополненное. — М.: ИТРК, 2007. — 496 с. — ISBN 5-88010-225-4.
- Кожемяко В. С., Валентин Распутин. Боль души. — М.: Алгоритм, 2007. — 288 с.
- Кожемяко В. С. Время борьбы. — М.: Издательство ИТРК, 2007. — 328 с. О книге — Газета «Правда», № 139, 14-17 декабря 2007 г.
- Кожемяко В. С. Убийства в жертву «демократии». — М.: Алгоритм, 2008. — 256 с.
- Кожемяко В. С., Вадим Кожинов. Уроки русского: Роковые силы. — М.: Эксмо, 2011. — 288 с. — (Национальный бестселлер). — ISBN 978-5-699-46920-8.
- Кожемяко В. С., Валентин Распутин. Эти 20 убийственных лет: Беседы с Виктором Кожемяко. — М.: Алгоритм, Эксмо, 2012. — 320 с. — (Политические тайны XXI в.). — ISBN 978-5-699-53513-2.
- Кожемяко В. С. Деза: Четвёртая власть против СССР. — М.: Алгоритм, 2012. — 448 с. — (Политические расследования). — ISBN 978-5-4438-0027-1.
- Кожемяко В. С. Политические убийства: Жертвы и заказчики. — М.: Алгоритм, 2012. — 272 с. — ISBN 978-5-4320-0069-9.
- Кожемяко В. С. Виктор Розов. Свидетель века. — М.: Алгоритм, 2013. — 304 с. — ISBN 978-5-4438-0542-9.
- Кожемяко В. С. Тайны политических убийств. — М.: ООО «Издательство Алгоритм», 2014. — 272 с. — (Политический компромат). — ISBN 978-5-4438-0794-2.
- Кожемяко В. С. Зоя Космодемьянская. Правда против лжи. — М.: ООО «Издательство Алгоритм», 2015. — 416 с. — (За Родину! За Победу!) — ISBN 978-5-906789-64-8.